# 鳥取県道22号倉吉青谷線
鳥取県道22号倉吉青谷線（とっとりけんどう22ごう くらよしあおやせん）は、鳥取県倉吉市から鳥取県鳥取市を結ぶ県道（主要地方道）である。

## 概要

### 路線データ
- 起点：鳥取県倉吉市東巌城町（中部総合事務所先交差点、国道179号・鳥取県道38号倉吉福本線交点）
- 終点：鳥取県鳥取市青谷町青谷（青谷交差点、国道9号・鳥取県道51号倉吉川上青谷線交点）
- 総延長：20.8 km

## 歴史
- 1991年（平成3年）3月30日 - 鳥取県告示第328・329号により、国道179号旧道が国道指定を解除されたことに伴い、その一部となる倉吉市東巌城町・中部総合事務所先交差点 - 倉吉市上井町2丁目・上井町2丁目交差点間を当路線に編入[1]。
- 1993年（平成5年）5月11日 - 建設省から、県道倉吉青谷線が倉吉青谷線として主要地方道に指定される[2]。

## 路線状況

### 重複区間
- 鳥取県道21号鳥取鹿野倉吉線（倉吉市東巌城町・中部総合事務所先交差点 - 倉吉市八屋・竹田橋東詰交差点）
- 鳥取県道51号倉吉川上青谷線（倉吉市上井町2丁目・上井町2丁目交差点 - 東伯郡湯梨浜町野花・野花交差点）
- 鳥取県道503号赤碕東郷自転車道線（東伯郡湯梨浜町長和田 - 東伯郡湯梨浜町野花・野花交差点）
- 鳥取県道503号赤碕東郷自転車道線（東伯郡湯梨浜町旭 - 東伯郡湯梨浜町松崎）
- 国道9号（東伯郡湯梨浜町園・原交差点 - 鳥取市青谷町青谷・青谷交差点）

### 道の駅
- 道の駅燕趙園

## 地理

### 通過する自治体
- 倉吉市
- 東伯郡湯梨浜町
- 鳥取市

### 交差する道路

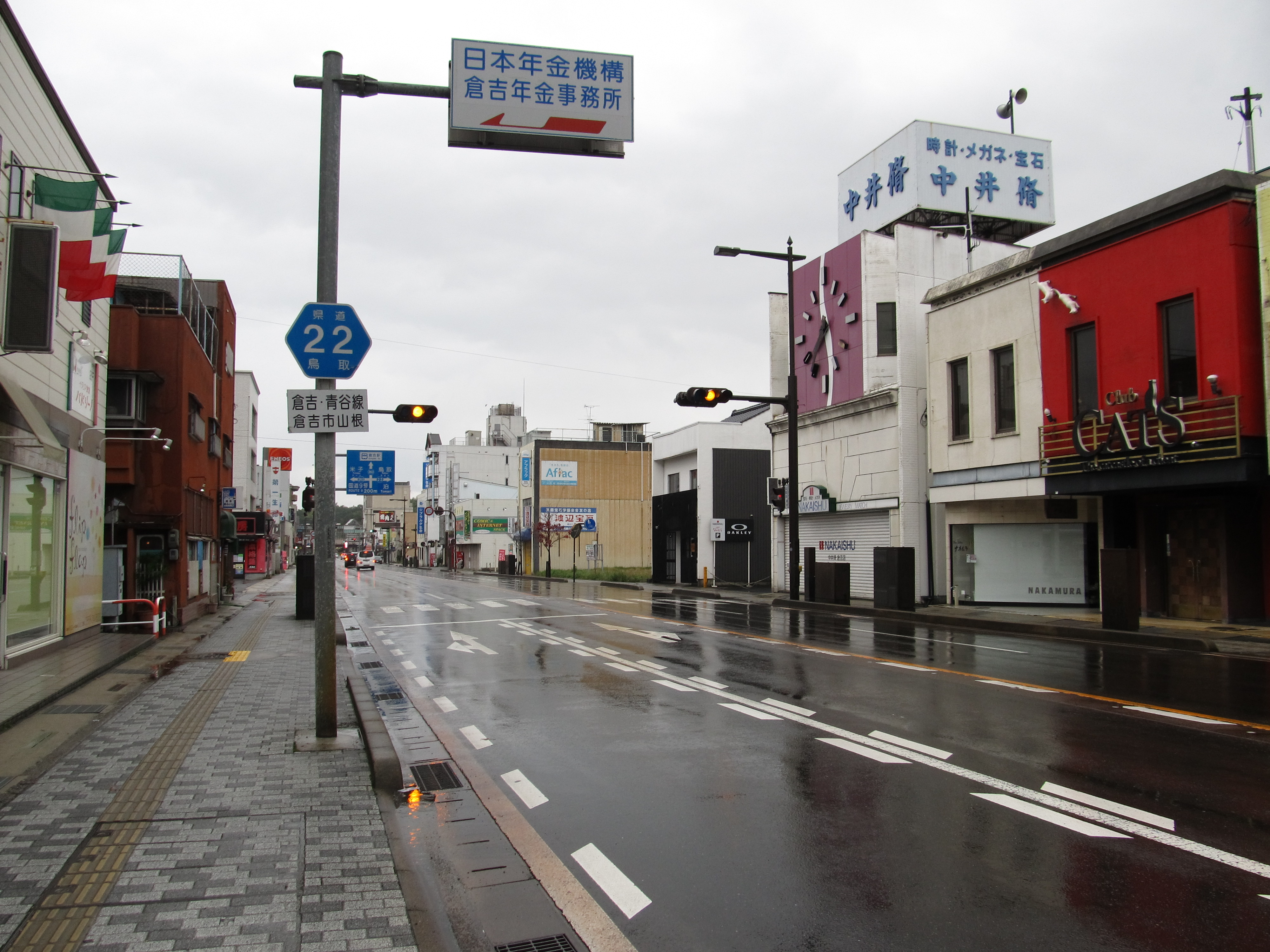
倉吉市山根、倉吉年金事務所付近

| 交差する道路                                                                                                | 市町村名 | 市町村名 | 交差する場所                   | 交差する場所                                                   |
| --- | -------- | -------- | ------------------------------ | -------------------------------------------------------------- |
| 国道179号 鳥取県道21号鳥取鹿野倉吉線 重複区間起点 鳥取県道38号倉吉福本線                                    | 倉吉市   | 倉吉市   | 東巌城町（ひがしいわきちょう） | 中部総合事務所先交差点 / 起点                                  |
| 鳥取県道21号鳥取鹿野倉吉線 重複区間終点                                                                     | 倉吉市   | 倉吉市   | 八屋                           | 竹田橋東詰交差点                                               |
| 鳥取県道51号倉吉川上青谷線 重複区間起点 鳥取県道263号倉吉停車場線                                           | 倉吉市   | 倉吉市   | 上井町2丁目                    | 上井町2丁目交差点                                              |
| 鳥取県道201号上井北条線                                                                                     | 倉吉市   | 倉吉市   | 山根                           |                                                                |
| 鳥取県道200号長和田羽合線                                                                                   | 東伯郡   | 湯梨浜町 | 長和田（なごうた）             |                                                                |
| 鳥取県道185号東郷湖線 鳥取県道501号倉吉東郷自転車道線 重複 鳥取県道503号赤碕東郷自転車道線 重複区間起点     | 東伯郡   | 湯梨浜町 | 長和田                         |                                                                |
| 鳥取県道29号三朝東郷線 鳥取県道51号倉吉川上青谷線 重複区間終点 鳥取県道503号赤碕東郷自転車道線 重複区間終点 | 東伯郡   | 湯梨浜町 | 野花（のきょう）               | 野花交差点                                                     |
| 鳥取県道503号赤碕東郷自転車道線 重複区間起点                                                                | 東伯郡   | 湯梨浜町 | 旭                             |                                                                |
| 鳥取県道503号赤碕東郷自転車道線 重複区間終点                                                                | 東伯郡   | 湯梨浜町 | 松崎                           |                                                                |
| 鳥取県道234号東郷羽合線                                                                                     | 東伯郡   | 湯梨浜町 | 松崎                           |                                                                |
| E9 山陰自動車道 国道9号 重複区間起点                                                                        | 東伯郡   | 湯梨浜町 | 園                             | 原交差点 【北緯35度30分19.7秒 東経133度55分34.8秒】 6 泊東郷IC |
| 鳥取県道162号泊港線                                                                                         | 東伯郡   | 湯梨浜町 | 園                             | 泊駅前交差点                                                   |
| 鳥取県道259号泊絹見青谷線                                                                                   | 東伯郡   | 湯梨浜町 | 泊                             |                                                                |
| 鳥取県道274号青谷停車場井手線 / バイパス未供用                                                              | 鳥取市   | 鳥取市   | 青谷町長和瀬（ながわせ）       |                                                                |
| 鳥取県道274号青谷停車場井手線                                                                               | 鳥取市   | 鳥取市   | 青谷町井手                     |                                                                |
| 国道9号 重複区間終点 鳥取県道51号倉吉川上青谷線                                                             | 鳥取市   | 鳥取市   | 青谷町青谷                     | 青谷交差点 / 終点                                              |

### 沿線にある施設など
- 鳥取短期大学
- 東郷湖
- 東郷温泉
- 燕趙園